# 卢朗-韦尔尚
卢朗-韦尔尚（法語：Loulans-Verchamp，法語發音：[lulɑ̃ vɛʁʃɑ̃]）是法国上索恩省的一个市镇，属于沃苏勒区。该市镇于1970年由原市镇卢朗莱福日（Loulans-les-Forges）和韦尔尚（Verchamp）合并而成。

## 地理
卢朗-韦尔尚（47°26'48"N, 6°12'22"E）面积8.16 平方千米，位于法国勃艮第-弗朗什-孔泰大區上索恩省，该省份为法国东部内陆省份，北起顺时针与孚日省、贝尔福地区省、杜省、汝拉省、科多尔省和上马恩省接壤。
与卢朗-韦尔尚接壤的市镇（或旧市镇、城区）包括：利诺特河畔罗什和索朗莱科尔迪耶、瑟南、弗拉热里涅、热尔蒙当、博莫特-欧贝尔唐、拉里扬和米南、莫桑、蒙博宗、奥尔默南。

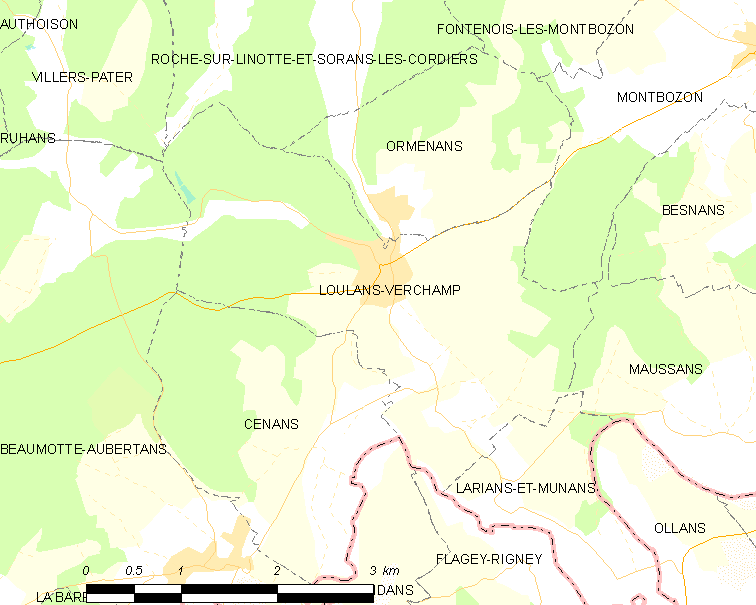
卢朗-韦尔尚的OSM定位图

卢朗-韦尔尚的时区为UTC+01:00、UTC+02:00（夏令时）。

## 行政
卢朗-韦尔尚的邮政编码为70230，INSEE市镇编码为70309。

## 政治
卢朗-韦尔尚所属的省级选区为里奥县。

## 人口

1962-2008年间卢朗-韦尔尚人口变化图示

卢朗-韦尔尚于2022年1月1日时的人口数量为457人。